# Hermosillo, Tapachula
Hermosillo är en ort i Mexiko.   Den ligger i kommunen Tapachula och delstaten Chiapas, i den sydöstra delen av landet, 900 km sydost om huvudstaden Mexico City. Hermosillo ligger 479 meter över havet och antalet invånare är 587.
Terrängen runt Hermosillo är kuperad åt nordväst, men åt sydost är den platt. Runt Hermosillo är det tätbefolkat, med 397 invånare per kvadratkilometer. Närmaste större samhälle är Tapachula, 11,9 km sydväst om Hermosillo. I omgivningarna runt Hermosillo växer huvudsakligen savannskog.